# Ordonnances de Saint-Cloud
Pour les articles homonymes, voir Saint-Cloud (homonymie).

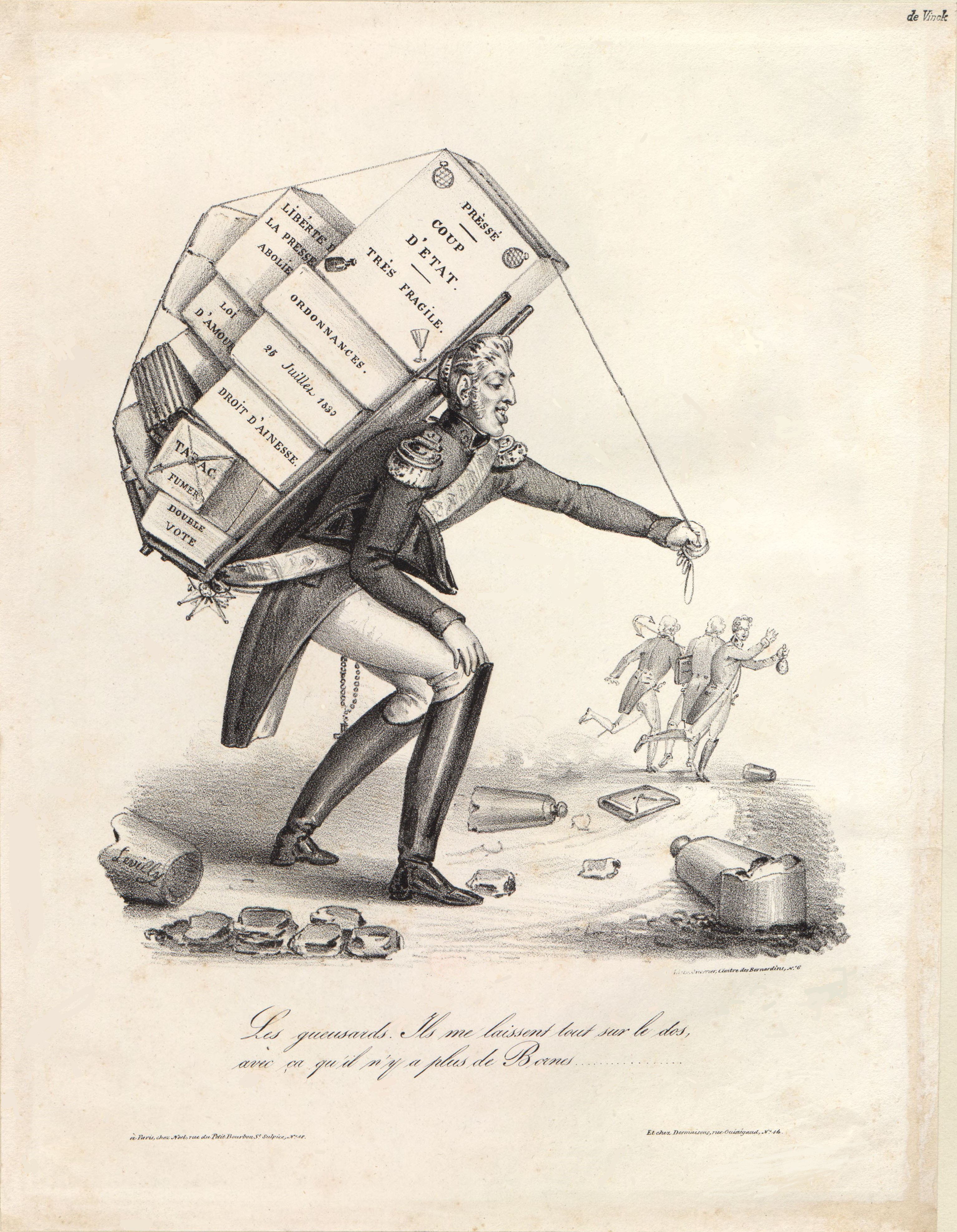
« Les gueusards. Ils me laissent tout sur le dos, avec ça qu'il n'y a plus de Bornes », s'écrie Charles X, succombant sous le poids du lourd crochet chargé des décisions funestes prises en juillet 1830 et avant, tandis que ses ministres l'abandonnent au beau milieu d'un chemin où les bornes, qu'ils ont fait tomber en les dépassant, n'offrent plus de soutien.
Estampe satirique contre les ordonnances de Charles X, lithographie de Lévilly, 1830.

Les Ordonnances de Saint-Cloud, aussi appelées Ordonnances de Juillet ou Quatre Ordonnances, sont des ordonnances signées le 25 juillet 1830 par Charles X au château de Saint-Cloud, et publiées le lendemain 26 juillet dans le journal Le Moniteur universel, dans le but d'obtenir des élections plus favorables aux ultraroyalistes.

## Origine
Pour couper court à l'Adresse des 221 (18 mars 1830) dénonçant le ministère Polignac (1829-1830) et se reconstituer une majorité parlementaire favorable, Charles X procéda, en vertu de la Charte, à la dissolution de la Chambre des députés le 16 mai 1830.
À la surprise générale, les libéraux remportèrent les élections législatives des 23 juin et 19 juillet 1830, obtenant 274 députés.

## Article 14 et coup de force
Le roi ne cède pas et ne change pas son ministère Polignac, minoritaire à la Chambre.
Il déclare à son ministère :
« La première reculade que fit mon malheureux frère Louis XVI fut le signal de sa perte […] Ils feignent de n'en vouloir qu'à vous, ils me disent : « Renvoyez vos ministres et nous nous entendrons ». Je ne vous renverrai pas […] Si je cédais cette fois à leurs exigences, ils finiraient par nous traiter comme ils ont traité mon frère ».
L'annonce de la victoire d'Alger, et l'assurance donnée par le préfet de police que « Paris ne bougera pas » le confortent dans sa croyance en la nécessité d'un coup de force.
Il organise donc discrètement le recours — interprété au sens le plus favorable — à l'article 14 de la Charte de 1814.
- « Article 14 :

Le Roi est chef suprême de l'État, il commande les forces de terre et de mer, déclare la guerre, fait les traités de paix, d'alliance et de commerce, nomme à tous les emplois d'administration publique, et fait les règlements et ordonnances nécessaires pour l'exécution des lois et la sûreté de l'État. »
Il y a, en fait, six ordonnances du 25 juillet 1830, mais le coup de force constitutionnel est contenu dans les quatre premières ; c’est ce qui explique qu’on évoque fréquemment les « quatre ordonnances de Saint-Cloud ».
Ces « Ordonnances de Saint-Cloud » visent à obtenir de nouvelles élections dans des conditions plus favorables aux Ultras et qui désavantagent les Libéraux.
Le 25 juillet aussi, à onze heures du soir, le garde des sceaux, Chantelauze, remet les ordonnances au rédacteur en chef du Moniteur pour qu’elles soient imprimées dans la nuit et publiées au matin du lundi 26 :
- la première ordonnance suspend la liberté de la presse et soumet toutes les publications périodiques à une autorisation du gouvernement ;

- la deuxième dissout la Chambre des députés alors que celle-ci vient d’être élue et ne s’est encore jamais réunie [3];

- la troisième écarte la patente pour le calcul du cens électoral, de manière à écarter une partie de la bourgeoisie commerçante ou industrielle, d’opinions plus libérales, réduit le nombre des députés de 428 à 258 et rétablit un système d’élections à deux degrés dans lequel le choix final des députés procède du collège électoral de département, qui rassemble seulement le quart des électeurs les plus imposés de la circonscription ;

- la quatrième convoque les collèges électoraux pour septembre ;
- les cinquième et sixième procèdent à des nominations de conseillers d’État au profit d’ultras notoires, tels que le comte de Vaublanc par exemple.

Le terme « Ordonnances de Saint Cloud » est un raccourci journalistique. Elles ont été rédigées lors d'une réunion secrète au château de Millemont, propriété de Jules de Polignac, située dans la forêt de Rambouillet à l'écart de la capitale. Charles X les signa le lendemain, au château de Saint-Cloud.

## Conséquences

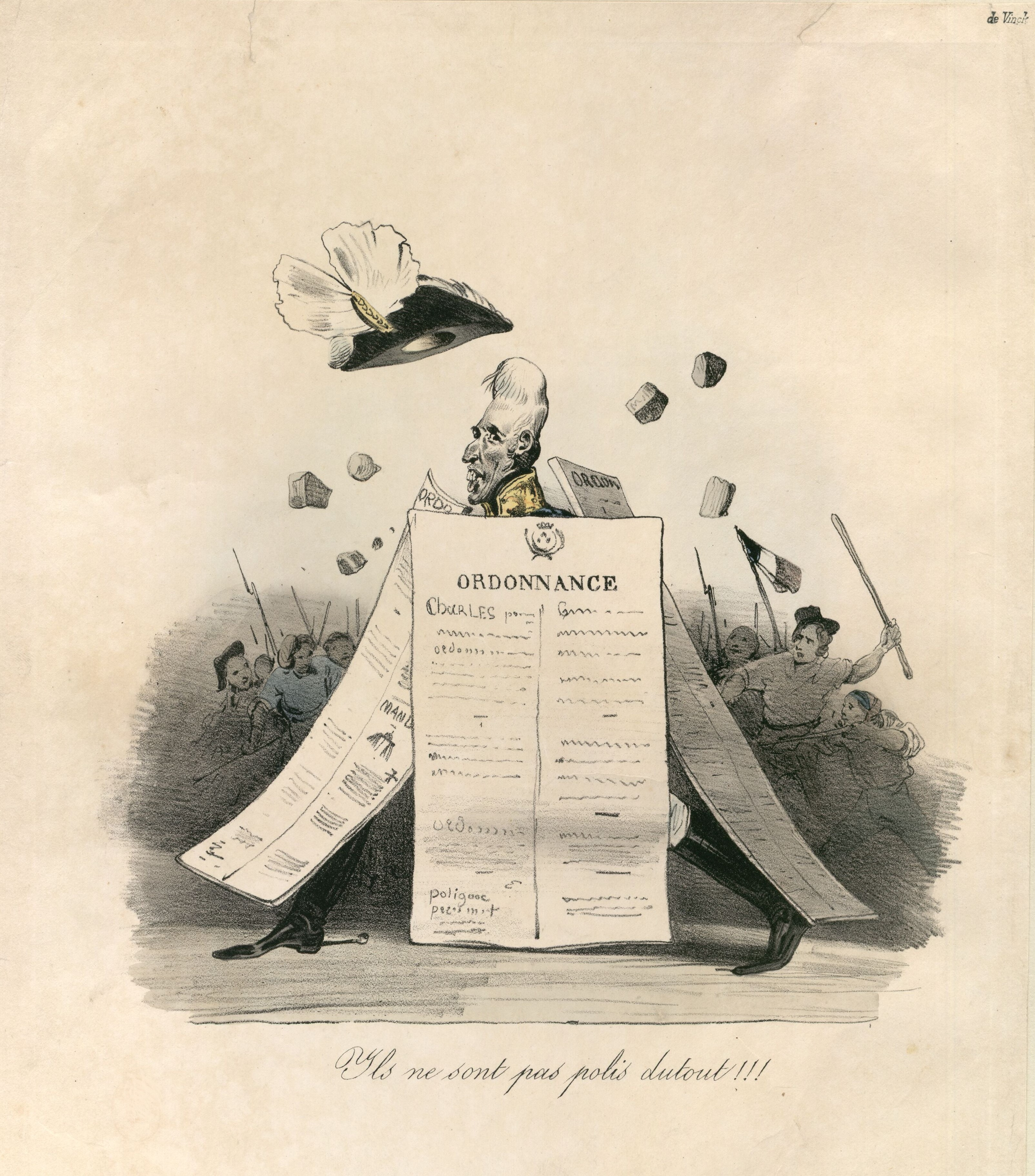
« Ils ne sont pas polis du tout !!! » s'écrie Charles X qui, portant ses « Ordonnances » comme les panneaux d'un homme-sandwich, est accueilli à coups de pierres.
Estampe satirique contre les ordonnances du roi, lithographie, 1830.

Ces ordonnances, s'appuyant sur la Charte de 1814 selon le roi, contraires à celle-ci selon ses opposants, provoquèrent la révolution à Paris (journées dites des Trois Glorieuses) qui, le 28 juillet, était aux mains des insurgés.
Louis-Philippe est appelé au pouvoir et promulgue une nouvelle charte, la Charte constitutionnelle du 14 août 1830, qui fonde la monarchie de Juillet.